# Liste der Monuments historiques in Bussang
Die Liste der Monuments historiques in Bussang führt die Monuments historiques in der französischen Gemeinde Bussang auf.

## Liste der Immobilien
| Bezeichnung  | Beschreibung                 | Standort                        | Kennzeichnung | Schutzstatus | Datum | Bild           |
| ------------ | ---------------------------- | ------------------------------- | ------------- | ------------ | ----- | -------------- |
| Volkstheater | 1895 erbaut, 1938 vergrößert | Rue du Théâtre du Peuple (Lage) | PA00107098    | Classé       | 1976  | weitere Bilder |

## Liste der Objekte
| Bezeichnung                     | Beschreibung                                          | Standort                      | Kennzeichnung | Schutzstatus | Datum | Bild |
| ------------------------------- | ----------------------------------------------------- | ----------------------------- | ------------- | ------------ | ----- | ---- |
| Beichtstuhl                     | Holz, 18. Jahrhundert                                 | in der Kirche St-Barbe (Lage) | PM88001279    | Inscrit      | 1988  |      |
| Zwei Seitenaltäre               | Altartisch und Retabel; Holz, farbig gefasst, um 1700 | in der Kirche St-Barbe (Lage) | PM88001278    | Inscrit      | 1088  |      |
| Kanzel                          | Holz, vergoldet, um 1800                              | in der Kirche St-Barbe (Lage) | PM88001280    | Inscrit      | 1988  |      |
| Zwei Kronleuchter               |                                                       | in der Kirche St-Barbe (Lage) | PM88001281    | Inscrit      | 1988  |      |
| Wandvertäfelung und Chorgestühl | Holz, 18. Jahrhundert                                 | in der Kirche St-Barbe (Lage) | PM88001282    | Inscrit      | 1988  |      |
| Orgel                           | Ensemble aus PM88002030 und PM88002031                | in der Kirche St-Barbe (Lage) | PM88002029    | Classé       | 2016  |      |
| Orgelprospekt                   | 1838 von Jean-Nicolas Jeanpierre gebaut               | in der Kirche St-Barbe (Lage) | PM88002031    | Classé       | 2016  |      |
| Instrumentalteil der Orgel      | 1838 von Jean-Nicolas Jeanpierre gebaut               | in der Kirche St-Barbe (Lage) | PM880020307   | Classé       | 2016  |      |